# الجمعيات النسائية الكورية المتحدة
الجمعيات النسائية الكورية المتحدة (KWAU أو Yǒsǒng tanch'e yǒnhap) هي منظمة جامعة تتكون من 33 جمعية أخرى من أجل التركيز على قضايا المرأة في كوريا الجنوبية، جنبا إلى جنب مع المجلس الوطني الكوري للمرأة (KNCW)، يساعد KWAU في تنسيق أنشطة المنظمات غير الحكومية التي تتعامل مع قضايا المرأة والنسوية في جميع أنحاء كوريا.

### التاريخ
تأسّست جامعة KWAU في شباط / فبراير 1987. وكانت مؤلفة من نسويات يساريين ومؤيدات للعمالة في أعقاب الاتهامات بالاعتداء الجنسي التي وجهها كوون إن سوك ضد الحكومة الكورية، كانت النساء المعنيات مجموعة متنوعة من ذوي الياقات الزرقاء من العمال والعمال الكتابيين والمهنيين وربات البيوت وطلاب الجامعات والنساء الريفيات والنساء الفقيرات اللواتي يعشن في المدن.
كان KWAU أيضا مرتبطة بحركة minjung والحركة الديمقراطية الوطنية. في البداية، كان هناك 21 منظمة تجمعوا لإنشاء KWAU. تضم بعض المنظمات الأصلية في KWAU الجمعية النسائية من أجل الديمقراطية، الخط الساخن للمرأة الكورية، جريدة المرأة (الآن أخبار المرأة)، جمعية العاملات الكوريات، المزارعات الكاثوليكيات الكوريات، لجنة المرأة وغيرها.
كان KWAU مهمًا لأنه، على عكس المجموعات النسائية الأخرى في كوريا في ذلك الوقت، اتخذ «موقفاً معارضاً تجاه الدولة القمعية» التي تديرها Chun Doo-hwan ، ساعدت KWAU المنظمات الفردية تحت مظلتها للحصول على الدعم المالي، وعقد اجتماعات على نيابة عن المجموعات وتنظيم التدريب على القيادة.
عملت KWAU ليس فقط لجعل النساء على قدم المساواة مع الرجال، ولكن أيضا عملت على تحويل الهياكل الاجتماعية التي كانت ظالمة للمرأة.
ساعدت KWAU في تعزيز إجازة الأمومة، وقضايا رعاية الأطفال والأجور المتساوية مقابل العمل المتساوي، كما نشط KWAU في معالجة العنف الجنسي ضد المرأة. في أبريل 1992، أنشأت KWAU لجنة خاصة لتشريع قانون خاص لمكافحة العنف الجنسي، وهذا أدى إلى إعلان الحكومة «مقترحات كبيرة ضد العنف الجنسي بما في ذلك تشريع قانون خاص».
وركزت جامعة الملك عبد العزيز أيضا على مشاركة المرأة وتمثيلها في السياسة المحلية وبحلول عام 1995، ساعدت المنظمة في زيادة مشاركة المرأة في السياسة زيادة كبيرة من خلال توظيف وترقية المرشحات؛ 14 من أصل 17 تم انتخابهم في ذلك العام، أيضا في عام 1995 ، تم منح KWAU وضع قانوني من قبل الحكومة.